# Kuchipudi

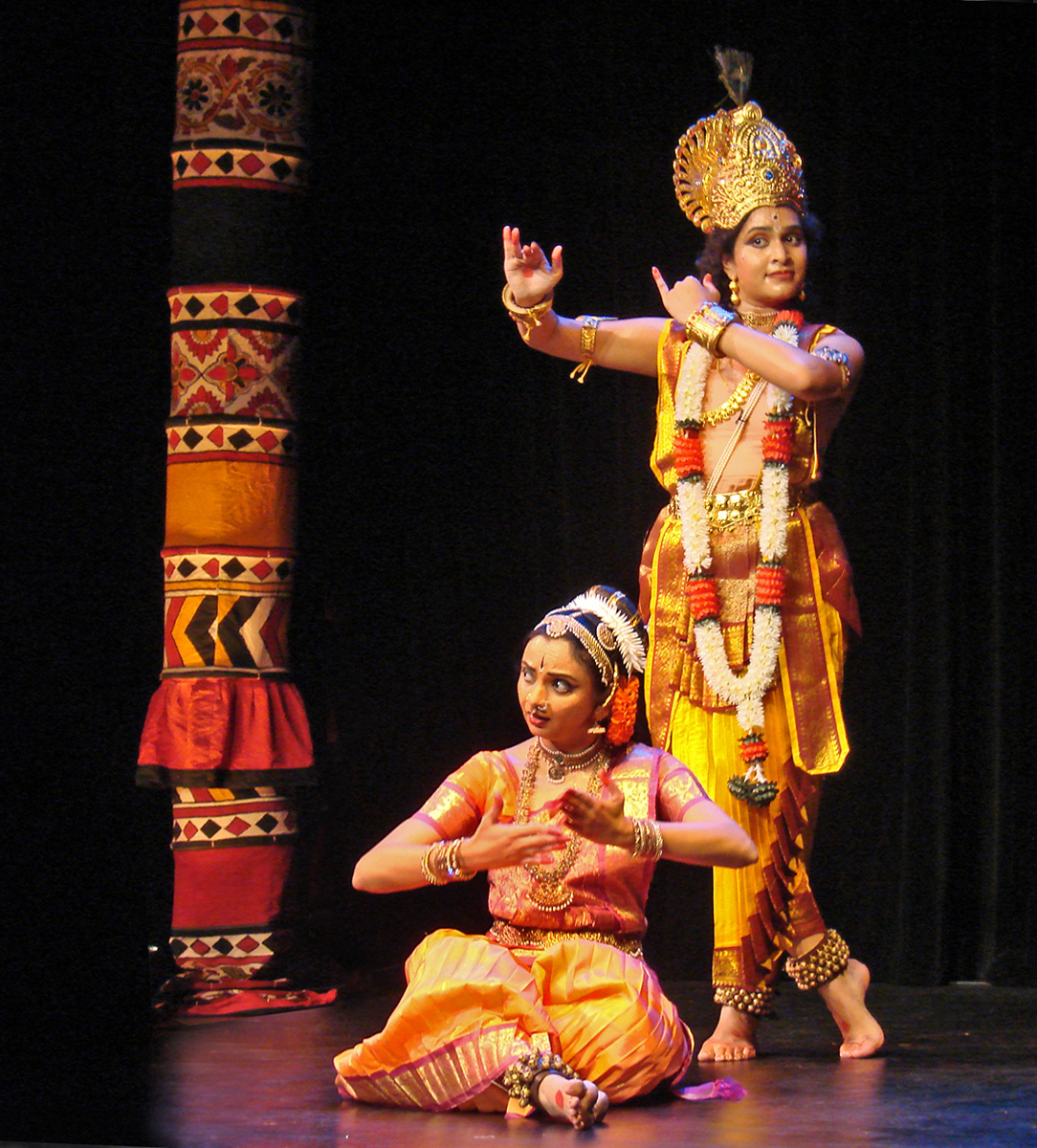

O KUCHIPUDI surgiu na Vila de Kuchelapuram no estado de Andra Pradesh, no sul da Índia. Este estilo consolidou-se no século XVII, com o advento do movimento Bhakti, sob o comando de Siddhendra Yogi. Inicialmente, era executado somente por homens em apresentações coletivas de caráter teatral. Apenas no séc. XX passou a ser praticado por mulheres e aproximou-se do universo das danças dramáticas indianas. O Kuchipudi é marcado pelo virtuosismo, pelas poses esculturais, pelos giros e pulos e pela agilidade de suas composições. O item de resistência do Kuchipudi é o Taragam, executado sobre um prato de cobre e com um pote de água na cabeça. Este item tem um significado espiritual para os praticantes: “Assim como o dançarino move-se no palco indiferente às dificuldades, do mesmo modo nós devemos nos mover em nossas vidas indiferentes aos problemas e preocupações".